# Night (John Abercrombie)
| Recensione | Giudizio |
| ---------- | -------- |
| AllMusic   |          |

Night è un album del chitarrista jazz statunitense John Abercrombie, venne pubblicato nell'ottobre del 1984 sotto l'etichetta discografica tedesca ECM Records, per la quale l'artista ha quasi sempre lavorato.
Ad accompagnare la chitarra di Abercrombie ci sono Jan Hammer (tastiere e sintetizzatore) e Jack DeJohnette (batteria), entrambi già collaboratori di lunga data del chitarrista, a partire dal primo album Timeless e Michael Brecker (sassofono tenore).
L'album è fortemente sperimentale, spaziando tra più generi musicali diversi (caratteristica tipica del fusion). È decisamente marcata l'impronta elettronica data dalle tastiere di Hammer e dalle bizzarre distorsioni usate dal chitarrista, in contrasto con il suono più classico del sassofono tenore. Tali aspetti apparentemente contraddittori riescono a fondersi perfettamente, dando all'album una notevole unità stilistica e un sound caratteristico.

## Tracce

### LP
(1984, ECM Records, ECM 1272)
Lato A
1. Ethereggae – 8:23 (musica: Jan Hammer)
2. Night – 4:57 (musica: John Abercrombie)
3. 3 East – 4:30 (musica: John Abercrombie)

Durata totale: 17:50
Lato B
1. Look Around – 8:57 (musica: John Abercrombie)
2. Believe You Me – 7:40 (musica: John Abercrombie)
3. Four on One – 7:20 (musica: John Abercrombie)

Durata totale: 23:57

## Formazione
- John Abercrombie – chitarra
- Jan Hammer – tastiere
- Jack DeJohnette – batteria
- Mike Brecker – sassofono tenore

### Produzione
- Manfred Eicher – produzione
- Registrazioni effettuate nell'aprile 1984 al Power Station, New York
- Mixato al Rainbow Studio, Oslo
- Jan Erik Kongshaug – ingegnere delle registrazioni
- Dieter Rehm – foto + design copertina album originale[3]